# 吉和村 (広島県御調郡)
吉和村（よしわむら）は、広島県御調郡にあった村。現在の尾道市の一部にあたる。

## 地理
- 海洋：瀬戸内海
- 河川：吉和川[1]

## 歴史
- 1889年（明治22年）4月1日、町村制の施行により、御調郡吉和村、吉和塩浜、吉和漁師村の区域が村制施行し、吉和村が発足[2][注釈 1]。大字は編成せず[1]。
- 1937年（昭和12年）4月1日、尾道市に編入され廃止[1][3]。

### 地名の由来
次の諸説あり。
1. 葭の原の転化。
2. 備中「ヨウナス」の分かれの転化。

## 産業
- 農業[1]

## 交通

### 鉄道
- 1892年（明治25年）山陽鉄道（現山陽本線）が南部で東西に通過[1]。1895年（明治28年）西部の福地付近で大波のため帰還兵を乗せた列車が海中に転覆し多数の死傷者が発生した[1]（日本の鉄道事故 (1949年以前)参照）。